# Kuno Schedler
Kuno Schedler (* 19. Oktober 1961 in St. Gallen; heimatberechtigt in Uzwil) ist ein Schweizer Betriebswirtschafter. 2015–2019 war er als Prorektor der Universität St. Gallen für den Bereich Forschung & Faculty verantwortlich. Schedler ist Professor für Betriebswirtschaftslehre unter besonderer Berücksichtigung des Public Managements am Institut für Systemisches Management und Public Governance der Universität St. Gallen.

## Leben
Kuno Schedler arbeitete von 1981 bis 1989 bei der Schweizerischen Bankgesellschaft, der heutigen UBS. Schedler studierte Bankwirtschaft an der Universität St. Gallen und erlangte 1987 ein Lizenziat. 1993 wurde ihm der Doktorgrad verliehen. Er arbeitete während mehrerer Jahre als Headhunter in Zürich.
Seit 1996 ist er Professor für Betriebswirtschaftslehre der öffentlichen Institutionen (Public Management) an der Universität St. Gallen. Er ist dort Direktor am Institut für Systematisches Management und Public Governance. Er beschäftigt sich unter anderem mit der Frage, wie öffentliche Unternehmen geführt, kontrolliert und beaufsichtigt werden müssen, damit sie den Anforderungen sowohl des Staates als auch des Marktes gerecht werden. Er gründete an seinem Institut das Smart Government Lab, in dem die Auswirkungen der smarten Technologien auf die öffentliche Verwaltung erforscht werden.
Von 2004 bis 2013 war Schedler Direktor des Sino-Swiss Management Training Programme, eines gross angelegten Weiterbildungsprogramms für chinesische Führungsbeamte. Von 2008 bis 2010 war er Präsident des International Public Management Network. Von 2009 bis 2011 war er Professor an der Jiaotong-Universität Xi’an.

## Forschung und Wirkung
Schedler hat sich im deutschsprachigen Raum vor allem einen Namen als Promotor und Mit-Entwickler der wirkungsorientierten Verwaltungsführung (New Public Management) gemacht. Viele seiner Publikationen befassen sich mit dieser Staats- und Verwaltungsreform. Er forscht ausserdem zu organisationalen Auswirkungen multipler Rationalitäten und zur Digitalisierung der öffentlichen Verwaltung (Smart Government).
Schedler gilt als interdisziplinär arbeitender Forscher und aktiver Träger der so genannten St. Galler Schule des Public Management. Diese Schule versteht das Public Management umfassend, bezieht auch politische und rechtliche Aspekte als gleichwertig in die Konzeptionierung und Analyse von Verwaltungsreform mit ein, und steht damit inhaltlich dem Public Governance nahe.
Schedlers Arbeiten haben die praktische Entwicklung von Public Management in der Schweiz massgeblich beeinflusst. Er wirkte zwischen 1993 und 2000 als Experte mehrerer Reformprojekte zum NPM. Später prägte er die Reform des Bundesrechnungsmodells mit.

## Mandate und Engagements
Kuno Schedler war Ausschussmitglied des Stiftungsrats des Schweizerischen Nationalfonds zur Förderung der wissenschaftlichen Forschung und Stiftungsratsmitglied der Stiftung Studentenwohnungen, mit Kollektivunterschrift zu zweien.
Zudem war er Verwaltungsratspräsident der Schweizer Paraplegiker Forschung AG in Nottwil.
Am 1. Januar 2000 wurde Schedler Kuno befördert zum Major der Übermittlungstruppen (Beförderung im Offizierskorps).

## Privates
Kuno Schedler ist verheiratet und hat zwei Kinder. Seine Tochter Joya Marleen ist erfolgreiche Singer-Songwriterin. 
Zusammen mit Torsten Tomczak und Oliver Gassmann war er in der Professorenband B110 als Songwriter, Sänger und Gitarrist tätig, die 2014 (u. a. eine Club-Version zusammen mit Tanja La Croix) den HSG-Song produziert hat. Mit Ed Blue & The Rootstocks schreibt und produziert er seit 2020 Countrymusik in Schweizerdeutsch.

## Publikationen (Auswahl)
- Ansätze einer Wirkungsorientierten Verwaltungsführung. Haupt, Bern 1995.
- mit Philippe Mastronardi: New Public Management in Staat und Recht. 2. Auflage, Haupt, Bern 2004.
- mit Isabella Proeller: New Public Management. 5. korrigierte Auflage, Haupt, Bern 2011. Übersetzt in Chinesisch und Koreanisch.
- als Hrsg. mit Daniel Kettiger: Modernisieren mit der Politik. Haupt, Bern 2003.
- mit John Siegel: Strategisches Management in Kommunen. Hans Böckler Stiftung, Düsseldorf 2005.
- als Hrsg. mit Johannes Rüegg-Stürm: Multirationales Management. Haupt, Bern 2013.
- mit Roland Müller und Roger W. Sonderegger: Führung, Steuerung und Aufsicht von öffentlichen Unternehmen: Public Corporate Governance für die Praxis. 3., erweiterte Auflage. Haupt, Bern 2016, ISBN 978-3-258-07959-2.
- mit Monika Simmler und Simone Brunner: Smart Criminal Justice. Eine empirische Studie zum Einsatz von Algorithmen in der Schweizer Polizeiarbeit und Strafrechtspflege. IMP-HSG / LS-HSG, St. Gallen 2020, ISBN 978-3-9524416-8-8.
- als Hrsg.: Elgar Encyclopedia of Public Management. Edward Elgar, Cheltenham 2022.
- mit Ali A. Guenduez: Service Model Navigator Handbuch. Haupt, Bern 2023. [Englische Version als eBook 2024]